# Иркутское войсковое казачье общество
Иркутское войсковое казачье общество (ИВКО) — одно из 12 войсковых казачьи обществ в Российской Федерации. Некоммерческая организация создана и внесена в Государственный реестр казачьих обществ в Российской Федерации в 1997 году.
Иркутское войсковое казачье общество ставит целью возрождение традиций иркутских казаков (первые упоминания о которых появляются в XVII веке).

## История
Новая история Иркутского казачьего войска началась в 1990 году — с момента выхода Закона Российской Федерации «О реабилитации репрессированных народов». Его историческим правопреемником в частности позиционировала Общественная организация "Русское патриотическое объединение «Иркутское казачье войско» (РПО «ИКВ»), учреждённая на собрании инициаторов — Большом Круге 6 октября 1990 года как независимая самоуправляющаяся организация на традициях демократии Казачьего Круга, на основании и в соответствии с Законом РФ «Об общественных организациях». Иркутское Войско входило в состав казачьих войск Союза казаков России.
Указом президента России Владимира Путина от 12 апреля 2021 года атаманом Иркутского войскового казачьего общества утвержден Анатолий Никитин.